# 云表水库
云表水库是中国广西壮族自治区南宁市横县境内的一座水库，位于郁江支流云表河上，建于1959年。水库正常库容为2190万立方米，集雨面积为32平方千米，海拔为101.4米。